# Junior World Rally Championship 2003
La stagione 2003 del Junior World Rally Championship è stata la terza edizione della serie di supporto al campionato del mondo rally dedicata ai giovani piloti; è iniziata il 24 gennaio con il Rally di Monte Carlo e si è conclusa il 9 novembre con il Rally di Gran Bretagna.

## Riepilogo
La serie proseguì sulla falsariga dell'edizione precedente senza alcun cambio regolamentare, eccetto l'aggiornamento del sistema di punteggio per uniformarsi al mondiale WRC 2002.
Il titolo venne vinto dal francese Brice Tirabassi alla guida di una Renault Clio S1600, affiancato dal copilota Jacques-Julien Renucci, suo connazionale; Tirabassi conquistò l'alloro di categoria all'ultimo appuntamento stagionale in Gran Bretagna, nel quale fu costretto al ritiro, precedendo in classifica generale lo spagnolo Salvador Cañellas Jr., attestatosi a due sole lunghezze dal vincitore, e lo svedese Daniel Carlsson, terzo a cinque punti dalla vetta.

## Calendario
Il campionato, con i suoi sette appuntamenti disputatisi in altrettante differenti nazioni, si svolse interamente in Europa.
| Tappa | Data                | Rally                                               | Sede                          | Superficie   |
| ----- | ------------------- | --------------------------------------------------- | ----------------------------- | ------------ |
| 1     | 24–26 gennaio       | 71ème Rallye Automobile de Monte-Carlo              | Monte Carlo                   | Asfalto/Neve |
| 2     | 27 febbraio–2 marzo | 4th Rally of Turkey                                 | Kemer, Provincia di Adalia    | Sterrato     |
| 3     | 6–8 giugno          | 50th Golden Acropolis Rally                         | Lamia, Grecia Centrale        | Sterrato     |
| 4     | 7–10 agosto         | 53rd Neste Rally Finland                            | Jyväskylä, Finlandia centrale | Sterrato     |
| 5     | 3–5 ottobre         | 45º Rallye Sanremo - Rally d'Italia                 | Sanremo, Liguria              | Asfalto      |
| 6     | 24–26 ottobre       | 39º Rallye Catalunya Costa Brava - Rallye de España | Lloret de Mar, Catalogna      | Asfalto      |
| 7     | 6–9 novembre        | 59th Wales Rally GB                                 | Cardiff, Galles               | Sterrato     |

## Cambiamenti rispetto alla stagione 2002
- Gli appuntamenti divennero sette anziché sei come nelle due precedenti stagioni.
- Cambiò la scaletta per quanto riguardava i punteggi, non più i primi sei ma i primi otto: il primo avrebbe totalizzato sempre 10 punti, il secondo non più 6 ma 8 punti, poi 6, 5, 4, 3, 2 e 1.[1]

## Iscritti
| Costruttori | Auto                  | Nº | Piloti                | Copiloti               | Gare     |
| ----------- | --------------------- | -- | --------------------- | ---------------------- | -------- |
| Citroën     | Citroën Saxo S1600    | 66 | Sébastien Ceccone     | Julien Giroux          | 1–2      |
| FIAT        | Fiat Punto S1600      | 51 | Mirco Baldacci        | Giovanni Bernacchini   | Tutte    |
| FIAT        | Fiat Punto S1600      | 58 | Marcos Ligato         | Ruben Garcia           | 1–5      |
| FIAT        | Fiat Punto S1600      | 63 | Massimo Ceccato       | Mitia Dotta            | Tutte    |
| FIAT        | Fiat Punto S1600      | 76 | Luca Cecchettini      | Marco Muzzarelli       | Tutte    |
| Ford        | Ford Puma S1600       | 55 | Martin Stenshorne     | Clive Jenkins          | 1–3      |
| Ford        | Ford Puma S1600       | 59 | Beppo Harrach         | Michael Kölbach        | 1–3      |
| Ford        | Ford Puma S1600       | 65 | Abdo Feghali          | Joseph Matar           | Tutte    |
| Ford        | Ford Puma S1600       | 70 | Guy Wilks             | Phil Pugh              | Tutte    |
| Opel        | Opel Corsa S1600      | 67 | Alessandro Broccoli   | Simona Girelli         | 1–4      |
| Opel        | Opel Corsa S1600      | 67 | Alessandro Broccoli   | Giovanni Agnese        | 6–7      |
| Opel        | Opel Corsa S1600      | 74 | Kris Meeke            | Chris Patterson        | Tutte    |
| Peugeot     | Peugeot 206 S1600     | 57 | Dimităr Iliev         | Petar Sivov            | 1–3      |
| Peugeot     | Peugeot 206 S1600     | 57 | Dimităr Iliev         | Yanaki Yanakiev        | 4–6      |
| Peugeot     | Peugeot 206 S1600     | 73 | Krum Donchev          | Rumen Manolov          | 1–3, 5–6 |
| Peugeot     | Peugeot 206 S1600     | 78 | Vladan Vasiljevic     | Sebastian Geipel       | 4        |
| Renault     | Renault Clio S1600    | 61 | Brice Tirabassi       | Jacques-Julien Renucci | Tutte    |
| Renault     | Renault Clio S1600    | 67 | Alessandro Broccoli   | Simona Girelli         | 5        |
| Renault     | Renault Clio S1600    | 68 | Juraj Šebalj          | Toni Klinc             | 1–2      |
| Suzuki      | Suzuki Ignis S1600    | 52 | Daniel Carlsson       | Mattias Andersson      | Tutte    |
| Suzuki      | Suzuki Ignis S1600    | 64 | Ville-Pertti Teuronen | Harri Kaapro           | 1–5      |
| Suzuki      | Suzuki Ignis S1600    | 64 | Ville-Pertti Teuronen | Mikko Markkula         | 6–7      |
| Suzuki      | Suzuki Ignis S1600    | 69 | Salvador Cañellas Jr. | Xavier Amigò           | Tutte    |
| Suzuki      | Suzuki Ignis S1600    | 71 | Urmo Aava             | Kuldar Sikk            | Tutte    |
| Volkswagen  | Volkswagen Polo S1600 | 54 | Kosti Katajamäki      | Miikka Anttila         | 1–3      |
| Volkswagen  | Volkswagen Polo S1600 | 54 | Kosti Katajamäki      | Jani Laaksonen         | 4–7      |
| Volkswagen  | Volkswagen Polo S1600 | 62 | Oscar Svedlund        | Björn Nilsson          | 1–4, 6–7 |
| Volkswagen  | Volkswagen Polo S1600 | 78 | Vladan Vasiljevic     | Sebastian Geipel       | 1–3      |
| Fonti:      |                       |    |                       |                        |          |

## Risultati
| Gara | Nome rally                                                                      | Vincitori | Vincitori                              | Vincitori                       | Vincitori | Vincitori |
| Gara | Nome rally                                                                      | Nº        | Pilota e copilota                      | Squadra e vettura               | Tempo     |           |
| ---- | ------------------------------------------------------------------------------- | --------- | -------------------------------------- | ------------------------------- | --------- | --------- |
| 1    | 71ème Rallye Automobile de Monte-Carlo (24–26 gennaio) — Resoconto              | 61        | Brice Tirabassi Jacques-Julien Renucci | privato (Renault Clio S1600)    | 5h12'36"1 |           |
| 2    | 4th Rally of Turkey (27 febbraio–2 marzo) — Resoconto                           | 54        | Kosti Katajamäki Miikka Anttila        | privato (Volkswagen Polo S1600) | 5h08'56"6 |           |
| 3    | 50th Golden Acropolis Rally (6–8 giugno) — Resoconto                            | 61        | Brice Tirabassi Jacques-Julien Renucci | privato (Renault Clio S1600)    | 5h27'34"0 |           |
| 4    | 53rd Neste Rally Finland (7–10 agosto) — Resoconto                              | 52        | Daniel Carlsson Mattias Andersson      | privato (Suzuki Ignis S1600)    | 3h52'22"9 |           |
| 5    | 45º Rallye Sanremo - Rally d'Italia (3–5 ottobre) — Resoconto                   | 51        | Mirco Baldacci Giovanni Bernacchini    | privato (Fiat Punto S1600)      | 4h43'22"6 |           |
| 6    | 39º Rallye Catalunya Costa Brava - Rallye de España (24–26 ottobre) — Resoconto | 61        | Brice Tirabassi Jacques-Julien Renucci | privato (Renault Clio S1600)    | 4h16'33"7 |           |
| 7    | 59th Wales Rally GB (6–9 novembre) — Resoconto                                  | 52        | Daniel Carlsson Mattias Andersson      | privato (Suzuki Ignis S1600)    | 3h57'29"8 |           |

Legenda: Nº = Numero di gara.

## Classifica

### Punteggio
Il sistema di punteggio era lo stesso del campionato principale ed era stato aggiornato per la stagione in corso, con i primi otto classificati a marcare punti anziché i primi sei.
| Posizione finale | 1ª | 2ª | 3ª | 4ª | 5ª | 6ª | 7ª | 8ª |
| Punti            | 10 | 8  | 6  | 5  | 4  | 3  | 2  | 1  |

### Classifica piloti
| Pos. | Pilota                | MON | TUR | ACR | FIN | SAN | CAT | GBR | Punti |
| ---- | --------------------- | --- | --- | --- | --- | --- | --- | --- | ----- |
| 1    | Brice Tirabassi       | 1   | Rit | 1   | 2   | Rit | 1   | Rit | 38    |
| 2    | Salvador Cañellas Jr. | Rit | 2   | 4   | 5   | 2   | 3   | 4   | 36    |
| 3    | Daniel Carlsson       | ES  | Rit | 2   | 1   | Rit | 4   | 1   | 33    |
| 4    | Mirco Baldacci        | 7   | Rit | Rit | Rit | 1   | Rit | 2   | 20    |
| 5    | Urmo Aava             | 4   | Rit | 3   | 4   | Rit | 5   | Rit | 20    |
| 6    | Ville-Pertti Teuronen | Rit | 4   | Rit | Rit | 4   | 6   | 3   | 19    |
| 7    | Guy Wilks             | Rit | 3   | 6   | 3   | 6   | 11  | Rit | 18    |
| 8    | Alessandro Broccoli   | 3   | Rit | Rit | 6   | Rit | Rit | 5   | 13    |
| 9    | Kosti Katajamäki      | ES  | 1   | Rit | Rit | Rit | Rit | Rit | 10    |
| 10   | Marcos Ligato         | 2   | Rit | Rit | 7   | Rit |     |     | 10    |
| 11   | Kris Meeke            | 12  | Rit | Rit | Rit | Rit | 2   | Rit | 8     |
| 12   | Dimităr Iliev         | Rit | 7   | Rit | Rit | 3   | Rit |     | 8     |
| 13   | Luca Cecchettini      | 9   | 5   | Rit | Rit | 5   | 10  | Rit | 8     |
| 14   | Massimo Ceccato       | 5   | Rit | Rit | Rit | Rit | 8   | 6   | 8     |
| 15   | Abdo Feghali          | 10  | 6   | Rit | Rit | 7   | 7   | Rit | 7     |
| 16   | Oscar Svedlund        | Rit | Rit | 5   | 8   |     | Rit | Rit | 5     |
| 17   | Juraj Šebalj          | 6   | Rit |     |     |     |     |     | 3     |
| 18   | Beppo Harrach         | 8   | Rit | Rit |     |     |     |     | 1     |
| Pos. | Pilota                | MON | TUR | ACR | FIN | SAN | CAT | GBR | Punti |

| Colore  | Risultato                |
| ------- | ------------------------ |
| Oro     | Vincitore                |
| Argento | 2º posto                 |
| Bronzo  | 3º posto                 |
| Verde   | Finito a punti           |
| Blu     | Finito senza punti       |
| Blu     | Non classificato (NC)    |
| Viola   | Ritirato (Rit)           |
| Nero    | Squalificato (SQ)        |
| Nero    | Escluso (ES)             |
| Bianco  | Non ha gareggiato        |
| Bianco  | Iscrizione ritirata (WD) |
| Bianco  | Non partito (NP)         |
| Bianco  | Gara cancellata (C)      |